# L'Isle-Arné
L'Isle-Arné är en kommun i departementet Gers i regionen Occitanien i sydvästra Frankrike. Kommunen ligger i kantonen Gimont som tillhör arrondissementet Auch. År 2022 hade L'Isle-Arné 187 invånare.

## Befolkningsutveckling
Antalet invånare i kommunen L'Isle-Arné
Referens:INSEE